# Kristina Orbakaitė
Kristina Edmoundovna Orbakaïte (russe : Кристина Эдмундовна Орбакайте, lituanien : Kristina Orbakaitė), née le 25 mai 1971 à Moscou, en Russie, est une actrice et une chanteuse soviétique puis russe et lituanienne.

## Biographie
Kristina Orbakaïte est la fille de la chanteuse et artiste du peuple de l'URSS Alla Borissovna Pougatcheva, qui est orthodoxe, et de Mikolas Edmoundas Orbakas, artiste de cirque et metteur en scène, catholique lituanien. Elle a vécu sa prime enfance dans la campagne lituanienne de Šventoji, sur la côte baltique. Élevée dans la foi catholique de son père, ses parents divorcent quand elle a deux ans, elle a trois demi-frères et sœurs issus des autres mariages de ses parents.
En 2001 Kristina demande la nationalité lituanienne, et l'obtient en février 2002, lorsque l'ambassade de Lituanie à Moscou lui délivre son passeport.
Kristina est l'invitée perpétuelle des plateaux de télévision et participe à de nombreux concerts de variétés. Elle effectue de nombreuses tournées, en Russie ou à l'étranger. Elle a donné des concerts dans des salles prestigieuses aux USA, Canada, France, Israël, Belgique, Allemagne, Grande-Bretagne, Ukraine, Biélorussie, Pologne, Lituanie, Lettonie, Estonie, Arménie, Haut-Karabagh, Géorgie, Moldavie, Kazakhstan, Azerbaïdjan, Ouzbékistan.

## Carrière

### Premières apparitions
Kristina apparait pour la première fois à la télévision à l'âge de 7 ans, dans l'émission « Les notes joyeuses », où elle chante Le soleil rit, sur une musique d'Edouard Khanka.
En 1982, elle apparait dans l'émission « La poste du matin », où elle chante Laissons les parler, d'après une musique d'Igor Nikolaïev, qui sera ensuite enregistrée en disque sous la conduite d'Albert Assadouline.
Elle devient populaire et reconnue grâce à son rôle dans le film de Rolan Bykov L'Épouvantail (1983), adapté du livre éponyme de Vladimir Jeleznikov où elle donne la réplique à Iouri Nikouline, le film qui pour la première fois dans le cinéma soviétique parle du harcèlement en milieu scolaire. Lors de la première du film aux États-Unis, en 1987, la prestation de Christina suscite des critiques dithyrambiques de la part de la presse américaine.
- Le Los Angeles Times compare Kristina à ce qu'aurait pu être Meryl Streep, à 12 ans. (10 juillet 1987)
- Le San Francisco Chronicle décrit son travail comme « une expérience inoubliable et envoûtante ». (18 septembre 1987)
- Le Washington Post compare la jeune actrice à un ange : « Orbakaïte a des qualités séraphiques ». (18 novembre 1987)
- Le Richmond Times-Dispatch juge « remarquable » le jeu de « la fille d'une super-star du rock ». (21 novembre 1987)

### Films
Elle tient un rôle important dans le drame Le bal de bienfaisance, du réalisateur biélorusse Efraïm Sevela, en 1993.
Dans les années 1990, elle joue la princesse Figchen dans les téléfilms de Svetlana Droujinina Vive Garde-marines ! (en) et Garde-marines 3 (en).
En 1994, elle apparait dans des vidéoclips, par exemple en duo avec le chanteur Christian Reï, du groupe MF-3, interprétant L'anneau de la lune est un signe de l'amour.
Kristina continue à tourner des films, notamment dans Limite, du réalisateur Denis Evstigneïev, en 1995.
En 1997, elle joue dans la fable musicale La route, ma chère, mon cher, avec Vladimir Presniakov pour partenaire.
Au printemps 2007, elle commence à étudier le rôle de l'impératrice Alexandra Fiodorovna, pour le long-métrage Le complot (ru), consacré à l'assassinat de Raspoutine.

### Théâtre
En 1995, Kristina est étudiante de l'Université Russe d'Art Théâtral - GITIS et suit les cours du pédagogue Vladimir Andreïev.
À l'été de la même année, elle joue sur la « Petite scène » du Théâtre d'art de Moscou - Anton Tchekov (MKhAT), la pièce Lundi, après le miracle, du dramaturge William Gibson (mise en scène de Léonid Guertchikov).
Elle reçoit, pour son interprétation, le prix annuel de la meilleure actrice, par le Ministère de la Culture de la Russie.
En 1996, Kristina reçoit son diplôme sur la scène du Théâtre dramatique Maria Iermolova, où elle joue La demoiselle paysanne, mise en scène par Natalia Britaïeva.

### Musique
Dès 1992 Kristina Orbakaïte commence une carrière soliste de chanteuse, en tournée avec la troupe de danseurs Récital.
Elle participe au show musical produit par sa mère, Alla Pougatcheva, Les rencontres de Noël, programme diffusé pour les fêtes de fin d'année. Elle y débute en interprétant Parlons-en, paroles et musique du compositeur et poète Igor Nikolaïev. Puis sortent deux clips réalisés par Fiodor Bondartchouk, sur les chansons Appelle-moi et Gueule de bois amère. Ces deux chansons sont sur le premier album de Christina Orbakaïte, paru en 1994, et intitulé Fidélité.
En 1995, elle forme le groupe L'épouvantail, dont elle est la chanteuse. Avec les danseurs de la troupe Todes, elle se joint à sa mère, dans le cadre de la tournée américaine de celle-ci. Cette même année, Kristina tourne dans les clips Codex moral et Caprice nocturne.
En se produisant au Carnegie Hall de New York, en 1996, Kristina apporte son soutien à Boris Eltsine, dans le cadre de sa campagne électorale « Vote ou tu es perdant ». À l'automne sort son deuxième album 0 heure 0 minute, dont deux clips sont extraits pour les titres Tango et Chaton de saule, ainsi que le duo qu'elle interprète avec Pavel Dementiev, La douleur.
En 1998 sort l'album solo Toi, qui rassemble douze nouvelles chansons, dont cinq que Kristina a proposé à sa mère Alla Pougatcheva d'écrire pour elle: Le musicien, Pour toujours, Le chien-pie, Le cassis et Les oiseaux. Est également incluse dans l'album la chanson Toi, reprise d'un succès d'Alla Pougatcheva et qui s'intitulait originellement Tu existes réellement.
Alla Pougatcheva et Victor Mikhaline produisent l'album. Les chœurs sont assurés par Maria Kats, Batyrkhan Choukenov et Vladimir Presniakov.
En mai 2000, Kristina Orbakaïte est primée aux World Music Awards 2000, comme l'une des chanteuses les plus populaires de Russie.
Elle sort l'album Les Oiseaux migrateurs en 2003.

## Famille
Mariée trois fois, Kristina s'est marié en 1987 pour la première fois peu après son seizième anniversaire avec le chanteur Vladimir Presniakov Jr., dont elle a eu un fils Nikita, né le 21 mai 1991.
Elle a un deuxième fils avec l'homme d'affaires tchétchène Rouslan Baïssarov, Denis né le 10 mai 1998. Ce mariage s'est terminé en 2002 après avoir vécu cinq ans ensemble en raison de la violence conjugale et de l'infidélité dont elle a commencé à subir les frais en 2000.
Elle est depuis 2005 l'épouse de l'homme d'affaires russo-américain Mikhaïl Zemtsov, union enregistrée à Miami, le 8 mars 2005. Ils ont une fille, Klavdia, née le 30 mars 2012 par fécondation in vitro.

## Discographie
- 1994 : La fidélité
- 1996 : 0 heure 0 minute
- 1998 : Toi
- 1999 : À cette femme qui...
- 2000 : Mai
- 2002 : L'océan de l'amour
- 2002 : Crois aux miracles
- 2003 : Les oiseaux migrateurs
- 2005 : Ma vie
- 2008 : Tu entends, c'est moi...
- 2011 : Le baiser sur le bis

## Filmographie
- 1983 : L'Épouvantail de Rolan Bykov : Léna
- 1991 : Viva, aspirants de marine! : princesse Figchen
- 1992 : Aspirants de marine 3 : princesse Figchen
- 1994 : Limita (ru) (Лимита) de Denis Evstigneïev : Katia
- 2007 : L'Amour-carotte d'Alexandre Strijenov : Marina Golubeva
- 2008 : L'Amour-carotte 2 d'Alexandre Strijenov : Marina Golubeva et Sveta Golubeva
- 2011 : L'Amour-carotte 3 d'Alexandre Strijenov : Marina Golubeva
- 2003 : La Reine des neiges (ru), film musical de Maxime Papernik (ru) : Gerda
- 2004 : Une saga moscovite, feuilleton télévisé de Dmitri Barchtchevski : Vera Gorda